# Маклин, Йан
Йан Маклин (гэльск. Iain MacGilleEathain, также Бард Маклин, Бард Владетеля Колла, гэльск. Bàrd Thighearna Cholla; 8 января 1787, Каолас, Тайри (Внутренние Гебридские острова), — 26 января 1848, Аддингтон-Форкс, Новая Шотландия) — гэльский, шотландский, позднее канадский поэт.

## Биография
С шестнадцати лет работал сапожником на родном острове. Через три года, окончив обучение, проработал год в Глазго как подмастерье; по возвращении на остров занялся торговлей. В 1810 был призван в горную милицию Аргайла. Не желая служить, внёс залог в размере 40 фунтов; его освобождение от воинской повинности датировано 17 января 1811 года. По свидетельству коллег, сапожником юноша был неважным, склонялся к поэзии. Для своего времени и положения он был хорошо образован, знал гэльский и английский языки, занимался собиранием творчества бардов; пользовался покровительством лэрда с северо-востока острова Колл.
В 1815 году предпринял пешее путешествие по Аргайлу, собирая песни и рукописи гэльских стихотворений; в числе его находок оказались уникальные записи семи стихотворений поэта-воина Александра Мак-Киннона (1770—1814), воевавшего против Наполеона в Голландии и в Египте. В целом рукопись составила 110 стихотворений; большинство из них нигде более не сохранились. Маклин был хорошо знаком с трудами своих главных поэтических предшественников, писавших по-гэльски, прежде всего Александра Макдональда и Дункана Бана Макинтайра. Напротив, его знакомство с английской (в том числе и шотландской) поэзией не было глубоким: он, возможно, прочитал «Нежного Пастуха» Аллана Рэмси, экземпляр которого нашёлся среди его книг.
В 1818 году в Эдинбурге поэт издал Собрание стихотворений (Orain nuadh ghaedhlach); на книге стояло посвящение Александру Маклину, эсквайру с Колла. Книга содержала 22 стихотворения самого Маклина и 34 произведения других поэтов: не считая песен Александра Мак-Киннона, Маклин выявил неизвестные тексты поэтесс Мари Ник-Аластар (1569—1674) (по другим данным: 1615?-1706?) и Мари Ник-Лахан (ок. 1660 — после 1751).
На деньги, которые принесло издание, поэт эмигрировал в Канаду. В начале августа 1819 года с женой и тремя детьми поэт на корабле «Экономика» отплыл из Тобермори на острове Малл; 1 октября 1819 года высадился в Пикту (близ Нью-Гласгоу). Летом следующего года вместе со старшим сыном он отстроил дом, названный им Хутор-на-Холме (гэльск. Baile-Chnoic); занялся корчеванием деревьев и выращиванием картофеля. На ферме близ реки Барни поэт жил чрезвычайно тяжело. Именно тогда были написаны его лучшие стихотворения, в том числе знаменитая «Песнь Америке», известная также как «Лесной урман» и «Бард в Канаде»: эта небольшая поэма в точности повторяет ритмикой и длиной «Раздол туманов» Дункана Бана Макинтайра, но, в противовес светлому пантеизму последнего, Маклин изображает природу Нового Света как глубоко враждебную человеку. Маклин чувствовал себя обманутым «вербовщиками» после относительной обеспеченности на родине: в Канаде круглый год пищей его семье служил картофель; однако больше, чем физический труд, тяготила оторванность от традиционно устной гэльской поэзии. В начале 1830-х поэма Маклина, которую он отослал старшему брату, поэту Дональду Маклину (1775—1868), стала известна на родных островах, послужив для многих поводом к отказу от эмиграции.
Друзья Барда Маклина (так его стали называть в Канаде, на родине его по сей день именуют «Бардом владетеля острова Колл»), переживая за него, хотели послать деньги, чтобы он вернулся; ему предлагали не облагаемый арендной платой участок на родном острове — настолько реалистично и жёстко описывал бард Канаду. Но Маклин не вернулся; смягчился и настрой его поэзии. В 1830 году Бард ещё раз переселился на северо-восток, в Аддингтон Форкс, оставив прежнюю ферму сыновьям. С этого времени он прекратил работы по хозяйству: поэт не был вынослив, его одолевал ревматизм, а дети (четверо сыновей и две дочери) могли прокормить отца.
Бард Маклин продолжал публиковаться в Шотландии. В 1835 году в Глазго, в типографии Maurice Ogle, был очень небрежно отпечатан сборник его духовных гимнов (поэт был истовым пресвитерианцем). Перед смертью поэт готовил новое издание книги, но работы не окончил. Пронзительной элегией на смерть Барда Маклина в традиционном жанре cumha отозвался другой классик гэльской поэзии Новой Шотландии — Аластар Ален Вор, «Бард Кеппока» (1820—1905); элегия была опубликована в журнале «The Casket», NS, 1853, № 3 (март) — то есть на четверть века раньше, чем появились в печати все главные произведения Барда Маклина.
Похоронен поэт в «Долине Барда» возле залива Св. Георга, за которым лежит Кап-Бретон, — в сердце единственного сохранившегося до наших дней островка гэльской Канады. Под одним надгробием с ним похоронена жена, урождённая Изабелла Блэк (1786—1877).

## Посмертные издания
Лишь через восемь лет после смерти Барда Маклина его стихи стали включаться в антологии гэльской поэзии. Два важнейших издания подготовил внук поэта, литературовед, специалист по гэльской поэзии Шотландии и Канады и отчасти поэт А. Маклин Синклер (1840—1924). Сперва появились «Духовные стихи» (Dàin spioradail; Эдинбург, 1880): в книгу вошло 45 стихотворений Маклина, к которым добавлены 9 стихотворений новошотландского классика Джеймса Драммонда Макгрегора (1759—1830) и по одному — Д. Блера (1815—1893) и Дж. Макгиллаври (ок. 1792—1862).
В 1881 в Глазго вышло собрание «светских» стихотворений Барда Маклина «Лесная арфа» (Clarsach na Coille) — 44 произведения; к ним составитель присовокупил около 60-ти стихотворений других поэтов, тексты которых взяты в основном из привезённых его дедом в Канаду рукописей (самая старая, «Манускрипт острова Малл», датируется 1768, когда ещё не существовало ни единой антологии гэльской поэзии). В книгу были также включены произведения гэльских поэтов Новой Шотландии, старшего сына барда — Ч. Маклина (1813—1880); многое печаталось впервые. Книга переиздана в 1928, но сверить стихи с автографами стало возможно лишь в наше время. Книга снабжена обширным и отчасти мемуарным предисловием составителя. По сей день это издание остается самым полным. Академическое издание собрания стихотворений «наиболее значительного гэльского поэта Америки» — насущная задача кельтологии; в последнее время появляются в печати произведения поэта, судя по которым текст автографов отличается от того, который опубликован А. Маклином Синклером и сохранён традицией.
Русский перевод «Песни Америке» выполнен Е. Витковским.